# هارینی اف.سی.
تیم فوتبال هارینی که با نام هارینی نیز شناخته می‌شود، یک باشگاه فوتبال حرفه ای مالزیایی است که در جالان کلانگ لاما، سلانگور قرار گرفته‌است. آنان تاکنون در لیگ دسته دوم فوتبال مالزی یعنی لیگ ام ۳ مالزی بازی می‌کنند.